# Kristianstadsbækkenet
Kristianstadsbækkenet eller -basinet (svensk Kristianstadsbäckenet) er en geologisk formation centreret omkring Kristianstad og omegn i det nordøstlige Skåne. I Kridttiden var området et varmt og lavt hav, som det, der delte Nordamerika i to dengang, hvor der er fundet rester af dinosaurer, mosasaurer, plesiosaurer (bl.a. Scanisaurus, "Skåne-øglen"), hajer og mere.